# Klompenpad

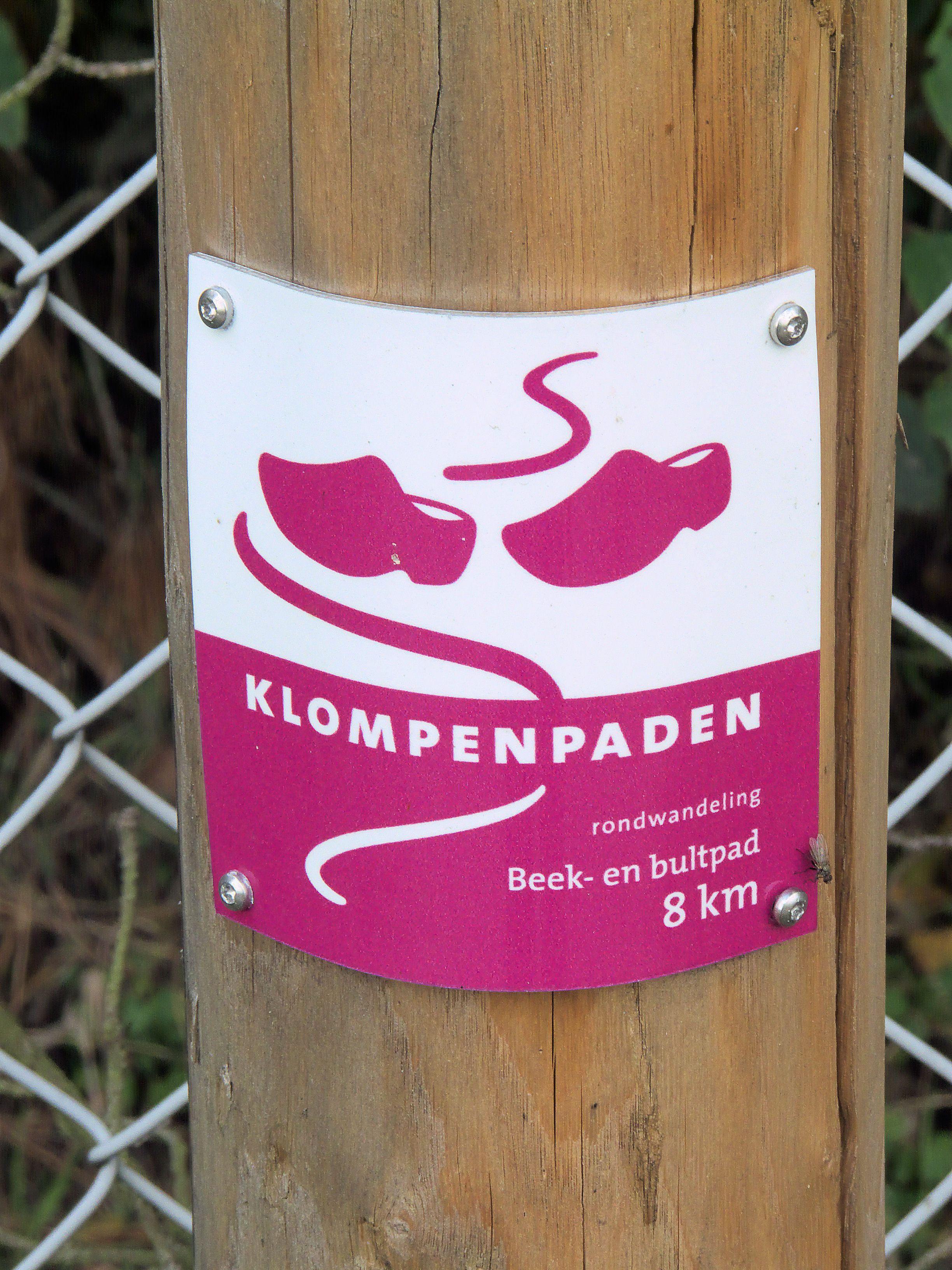
Klompenpad Wekerom

Klompenpaden zijn lokale gemarkeerde wandelroutes. Het is een initiatief uit 2002 van Landschap Erfgoed Utrecht en Stichting Landschapsbeheer Gelderland om het gebruik van oude en nieuwe voetpaden te stimuleren door ze met elkaar te verbinden. Klompenpaden zijn alleen te vinden in Gelderland en Utrecht.
Een klompenpadroute gaat zoveel mogelijk over kerkpaden, jaagpaden, tiendwegen of veenkades die vaak al eeuwenlang in het landschap aanwezig zijn. Ze hebben dikwijls hun oorspronkelijke functie verloren en dreigen te verdwijnen. In de provincies Utrecht en Gelderland zijn door landschapsbeheerders in samenwerking met gemeentes en landeigenaren een aantal van deze paden ingericht voor recreatief gebruik.
Op 31 mei 2017 werd in Renswoude het honderdste klompenpad in gebruik genomen. Deze mijlpaal werd gevierd met een wandelmeerdaagse. Inmiddels zijn er 170 klompenpaden (Aug 2025), het laatst geopende pad is het Burensepad bij Buren. Naast de 'gewone' klompenpaden zijn er ook klompenpaden voor kinderen.
Omroep Gelderland heeft vier seizoenen geproduceerd van Klaas op Klompen. In dit programma loopt Klaas Drupsteen over diverse klompenpaden waarbij hij verschillende mensen ontmoet en interviewt.

## Ommetje
Gelijksoortige wandelroutes zijn als Ommetjes uitgezet in de provincies Groningen, Overijssel en Noord-Brabant door provinciale cultuur- of milieuorganisaties.

Ommetje is tevens de naam van een mobiele app die is ontwikkeld in opdracht van de Hersenstichting om mensen te stimuleren elke dag een of meerdere korte wandelingen in de eigen omgeving te maken om hersenactiviteit te stimuleren. Neuropsycholoog Erik Scherder heeft zich aan de Hersenstichting verbonden om voorlichting te geven die in teksten en video's te zien is bij gebruik van de app.